# Debranding

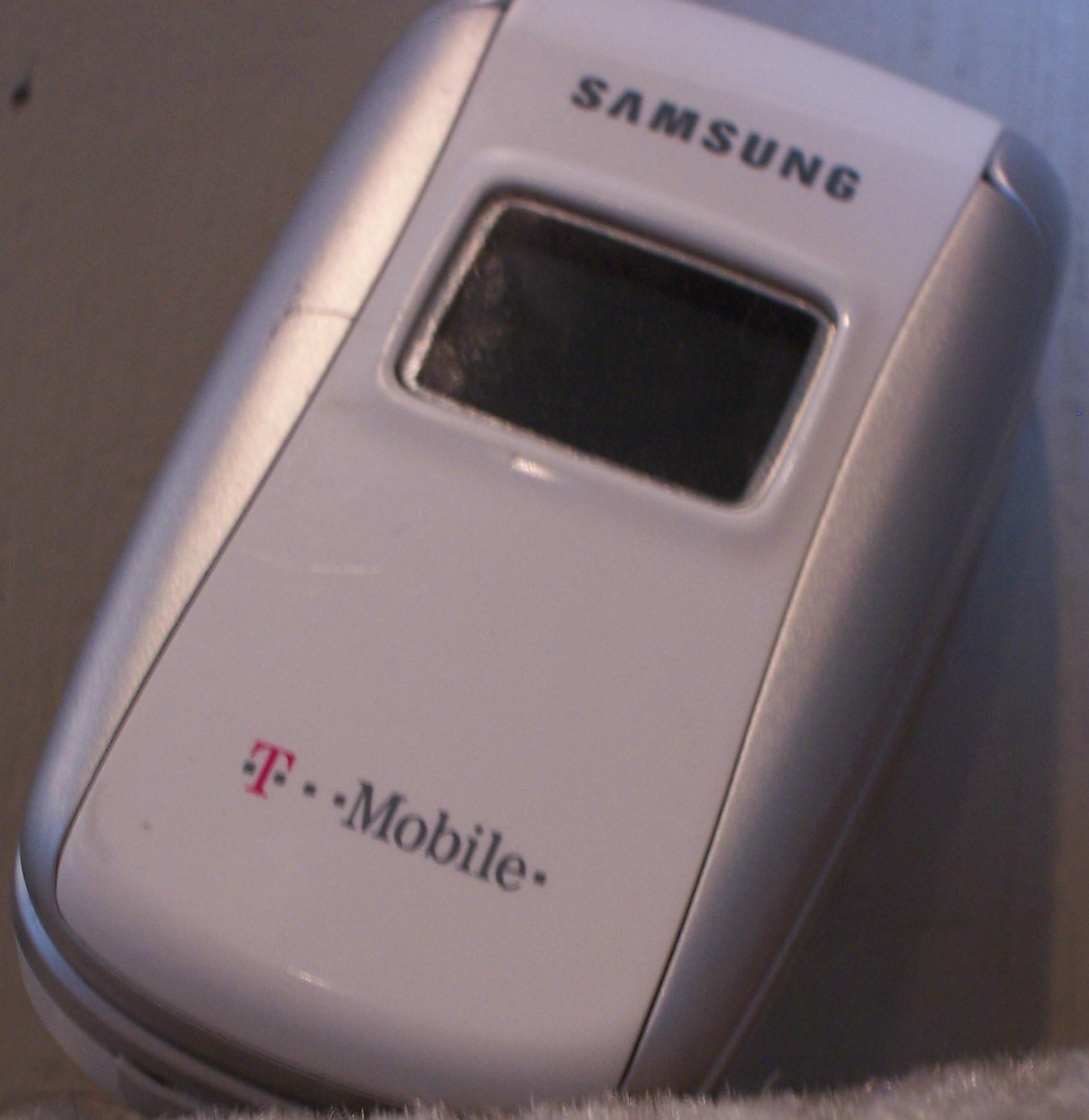
Mobiltelefon mit T-Mobile Branding

Debranding, auch Entbranden genannt, ist ein Begriff aus dem Mobilfunkbereich und beschreibt die Entfernung der speziellen Software eines Mobiltelefons des Mobilfunkanbieters. Nach der Entfernung der Software wird die Original-Software des Herstellers auf dem Mobilfunkgerät installiert.
Das englische Wort brand bedeutet Marke. Ein „gebrandetes“ Mobilfunkgerät ist demnach ein mit providerspezifischen Veränderungen ausgerüstetes Gerät, das sich in bestimmten Eigenschaften von „ungebrandeten“ Geräten unterscheidet.
Am häufigsten finden sich Brandings in Deutschland bei den Mobilfunk-Providern T-Mobile und Vodafone, in Österreich bei Mobilkom Austria, Magenta und Telering. Alle diese genannten Provider und noch einige mehr lassen sich von den Hardware-Herstellern Mobilfunk-Modelle mit veränderter Software („Branding-Software“) liefern, um im Wesentlichen die Kundenbindung zu verbessern.
Brandings sind generell je nach dem Wunsch des Mobilfunk-Providers erstellt. Debranding (Entbranden) bedeutet, die spezielle Software des Providers vom Mobilfunkgerät zu entfernen und stattdessen die Original-Software des Herstellers auf dem Mobilfunkgerät zu installieren; diejenige Software-Version, die der Hersteller des Mobilfunkgerätes immer dann installieren würde, wenn ihm von seinen Provider-Kunden keine Vorgaben gemacht werden. Die Hersteller-Software bietet zumeist den reichhaltigsten Funktionsumfang, während mit den „Branding“-Versionen oftmals funktionale Einschränkungen einhergehen.

## Vor- und Nachteile des Brandings
Mobilfunkprovider-Brandings führen für den Kunden oft zu mehr Nachteilen als Vorteilen.
Für den Kunden kann es von Vorteil sein, wenn WAP-, GPRS- und MMS-Einstellungen schon bei Auslieferung eingestellt sind. 
Dem gegenüber steht eine Reihe von eventuellen Nachteilen: So kann das Zuweisen von MP3-Klingeltönen nicht funktionieren, das Branding nimmt zusätzlichen Speicherplatz ein, wodurch der verfügbare Speicher des Mobilfunkgerätes kleiner wird. Bei einigen Geräten ist die Internet-Taste nicht definierbar, was zu unbewussten Kosten führen kann und insbesondere die Ruf-Umleitung und -Weiterleitung funktioniert bei gebrandeten Mobiltelefonen teils nur sehr eingeschränkt und leitet insbesondere im Ausland nur in seltenen Fällen zu den günstigsten Vertragspartnern.

## Juristische Bewertung
Juristisch stellen sich rund um das Branding/Debranding eine Reihe von Fragen:
Das Amtsgericht Potsdam urteilte im März 2005, dass das Branding von Handys ein Sachmangel sei und dem Kunden ein ungebrandetes Handy zustehe, soweit der Anbieter das Branding in der Werbung/Verkaufsgespräch verschweigt.
Viele Mobilfunk-Provider halten das Entfernen des Brandings für einen Eingriff in das Mobilfunkgerät. Dies kann dazu führen, dass dem Kunden im Defektfall der Anspruch auf Gewährleistung verwehrt wird mit Verweis auf die Entfernung der Software. Der Kunde hingegen kann verlangen, dass der Anbieter ihm einen technisch plausiblen Zusammenhang zwischen dem Debranding und der bemängelten Fehlfunktion nachweist.
Rechtlich unstrittig ist, dass die Beseitigung einer SIM-Lock-Sperre per Debranding nicht zulässig ist. Ebenfalls unstrittig ist, dass der Kunde eine Lizenz für die Original-Firmware (in Chips abgelegte Betriebssoftware)  besitzen muss, um diese aufzuspielen. Dies ist in der Praxis jedoch kein Hindernis, da die meisten Hersteller diese Lizenz erteilen.

## Entfernen des Brandings
Offiziell bietet keiner der Mobilfunk-Betreiber oder der Hersteller des Gerätes die Entfernung des Brandings an. Dem stehen vertragliche Regelungen entgegen. Mit Hilfe diverser Internetanbieter ist es jedoch möglich, das Branding von zu Hause aus zu entfernen.